# Battaglia dell'Isola numero 10
La battaglia dell'Isola numero 10, combattuta dal febbraio all'aprile 1862 sul fiume Mississippi è stata un episodio della guerra di secessione americana.

## Contesto
L'isola numero 10 (che oggi non esiste più in quanto il Mississippi ha cambiato corso) era così chiamata in quanto era la decima isola sul fiume Mississippi a sud della congiunzione con il fiume Ohio. L'isola era larga circa 1,6 km e larga 410 metri con un'altezza di circa 3 metri sul livello della bassa marea.
L'isola si trovava in prossimità di un punto strategico, controllato dai confederati nel quale il corso del fiume eseguiva una curva in senso orario di 180° immediatamente seguita da un'altra curva in senso antiorario (la cosiddetta New Madrid Bend).
Controllando l'isola numero 10 i sudisti impedivano all'esercito nordista qualunque azione lungo quella porzione del corso del Mississippi. D'altro canto la difesa dell'isola era messa a repentaglio dal fatto che esisteva un'unica via di accesso e di rifornimento e dunque, se il nemico fosse riuscito a tagliare quella strada, la guarnigione sull'isola sarebbe rimasta intrappolata.

## La battaglia
L'Armata del Mississippi del brigadiere generale John Pope, proveniente dal Missouri dove aveva occupato Point Pleasant, arrivò nei pressi di New Madrid alla fine del febbraio 1862. Dopo un giorno di bombardamenti, il comandante confederato John P. McCown fu costretto di evacuare la città spostando la maggior parte delle sue truppe sull'isola numero 10 ma lasciando in mano al nemico la propria artiglieria pesante.
Due giorni dopo la presa di New Madrid, le cannoniere dell'Unione arrivarono e attaccarono l'isola. Dopo tre settimane di pesanti bombardamenti, le forze sudiste erano ormai allo stremo. Inoltre le truppe nordiste di stanza a New Madrid avevano costruito un canale attraverso il quale fecero arrivare le armi e i mezzi per attraversare il fiume e attaccare i sudisti.
Il 4 aprile 1862 Pope convinse il comandante Andrew Hull Foote ad inviare la cannoniera USS Carondelet del comandante Henry Walke per aiutarlo ad attraversare il fiume coprendolo dal fuoco nemico. Due giorni dopo Foote mise a disposizione anche la USS Pittsburg, del luogotenente Egbert Thompson e con queste due navi l'attacco nordista ebbe successo.

## Conseguenze
La battaglia segnò la prima sconfitta dell'esercito confederato sul fiume Mississippi. La flotta nordista ebbe dunque accesso al corso del fiume fino a Fort Pillow, poco lontano da Memphis.